# Jean Baptiste de Sénac
Jean Baptiste de Sénac (ur. w 1693 w Lombez, zm. 20 grudnia 1770 w Wersalu) – francuski lekarz. W 1749 roku opublikował pierwsze całościowe opracowanie o funkcjonowaniu i chorobach ludzkiego serca. 
Prace Jeana Baptiste'a de Sénaca wraz z poprzedzającymi ją dokonaniami Williama Harveya oraz Richarda Lowera stworzyły podstawy kardiologii jako osobnej dziedziny naukowej.

## Życiorys
Jean Baptiste de Sénac studiował początkowo w Lejdzie, a następnie w  Montpellier, gdzie uzyskał dyplom lekarza. Następnie w wieku około 30 lat przeniósł się do Paryża. W 1723 został członkiem stowarzyszonym Francuskiej Akademii Nauk. W 1733 roku przeniósł się do Wersalu gdzie objął stanowisko lekarza w Szpitalu Królewskim, natomiast w 1752 roku został głównym lekarzem króla Ludwika XV.

## Działalność naukowa
W 1749 wydał swoje największe dzieło w czterech częściach „Traité de la structure du coeur, de son action et de ses maladies.” (pierwsze wydanie wydrukowano w 2 tomach in quarto, zawierających 504 i 694 strony). Drugie wydanie poprawione i poszerzone przez autora z dodatkami Antoine'a Portala zostało wydane w 1774 następnie w 1777 i 1783 roku. Dwa dodatkowe wydania czwartej części wydrukowano w 1778 i 1783 roku. Traktat został przetłumaczony na język włoski w 1773 roku, a następnie na język niemiecki 1781 roku.
Jako pierwszy opisał migotanie komór, związek pomiędzy zwężeniem zastawki mitralnej a zaburzeniani rytmu serca, nieistotne klinicznie zaburzenia rytmu serca oraz wprowadził korę chinowca do leczenia zaburzeń rytmu serca, która w postaci chinidyny nadal jest stosowana. 